# Phaeista
Sous-embranchement
Le sous-embranchement des Phaeista est un sous-embranchement d'algues de l'embranchement des Ochrophyta. 

## Liste des infra-embranchements, super-classes et classes
Selon AlgaeBase (27 juil. 2012) :
- classe des Synurophyceae R.A.Andersen
- infra-embranchement des Limnista T.Cavalier-Smith
  - classe des Chrysophyceae Pascher
  - classe des Eustigmatophyceae D.J.Hibberd & Leedale
  - classe des Picophagophyceae T.Cavalier-Smith (Picophagea)
  - classe des Synchromophyceae S.Horn & C.Wilhelm
- infra-embranchement des Marista T.Cavalier-Smith
  - super-classe des Fucistia T.Cavalier-Smith
    - classe des Aurearenophyceae Kai, Yoshii, Nakayama & Inouye
    - classe des Chrysomerophyceae T.Cavalier-Smith
    - classe des Phaeophyceae F.R.Kjellman
    - classe des Phaeothamniophyceae R.A.Andersen & J.C.Bailey
    - classe des Schizocladiophyceae E.C.Henry, K.Okuda, & H.Kawai
    - classe des Xanthophyceae Allorge ex Fritsch

  - super-classe des Hypogyristia T.Cavalier-Smith
    - classe des Dictyochophyceae P.C.Silva
    - classe des Pelagophyceae R.A.Andersen & G.W.Saunders

  - super-classe des Raphidoistia T.Cavalier-Smith
    - classe des Pinguiophyceae Kawachi, Inouye, Honda, O'Kelly, Bailey, Bidigare & R.A.Andersen
    - classe des Raphidophyceae M.Chadefaud ex P.C.Silva

Selon World Register of Marine Species (27 juil. 2012) :
- infra-embranchement des Limnista
- infra-embranchement des Monista
- classe des Synurophyceae